# Yuka (voi ma mút)
Yuka là tên đặt cho xác ướp voi ma mút được bảo quản tốt nhất từng tìm thấy. Nó được phát hiện ra bởi những thợ săn ngà địa phương tại khu vực Siberi vào tháng 8 năm 2010. Họ sau đó chuyển nó cho những nhà khoa học địa phương, trước khi được chuyển thành tiêu bản vào năm 2012. Hiện nó đang được trưng bày ở Moskva .

## Khám phá
Yuka được tìm thấy ở bãi biển Oyogos Yar của eo biển Dmitry Laptev, cách xấp xỉ 30 kilômét (19 mi) phía tây cửa sông Kondratievo, Siberia (72° 40′ 49.44″ N, 142° 50′ 38.35″) trong khu vực biển Laptev. Đây là một xác ướp tự nhiên của một voi ma mút cái chưa trưởng thành, nó được đặt tên theo ngôi làng Yukagir, gần nơi những thợ săn phát hiện ra. Xác ướp được phát hiện trên một vách đá ở độ cao 4 mét (13 ft) trong một khu vực bãi cạn có vách cao 5 mét (16 ft).
Các vách đá ở khu vực này gồm nhiều trầm tích được hình thành từ sau Thế Late Pleistocene, bao gồm các hóa thạch tồn tại trong các lớp băng vĩnh cửu, có thể bị lộ ra khi có sạt lở. Các khối băng vĩnh cửu này được hình thành với độ ẩm thấp và nồng độ muối cao, là điều kiện hoàn hảo để bảo tồn cho các di vật. Khi thực hiện phép đo nồng độ carbon AMS-dating từ một mảnh xương sườn của Yuka cho ra kết quả nồng độ carbon phóng xạ C14 là 34,300+260/−240 14C (GrA-53289). Với hàm lượng này thì mốc thời gian được xác định tương ứng với MIS 3.

## Nghiên cứu và Phân tích
Sau khi được phát hiện, Yuka được giữ bảo quản hai năm trong điều kiện tự nhiên là lớp băng vĩnh cửu ở Yukagir. Thời gian đầu xác ướp được nghiên cứu bởi hai nhà khoa học P. Lazarev và S. Grigoriev từ Bảo tàng Voi ma mút (thuộc Học viện Khoa học Sakha, Yakutsk). Về sau, hơn 100 mét (330 ft) quanh khu vực phát hiện cũng được tìm kiếm thêm. Từ Yukagir, xác của Yuka được chuyển tới Học viện ở Yakutsk. Từ tháng 10 năm 2014, xác ướp được trưng bày ở Moskva và được coi là mẫu vật Voi ma mút Siberia được bảo quản tốt nhất từ trước tới nay.
Một nghiên cứu răng và ngà đã xác định Yuka khoảng 8-10 tuổi khi chết. Giả thiết được đặt ra là ma mút bị tấn công bởi sư tử hoặc một loài thú săn mồi khác, nhưng không tìm được đủ dấu vết xác định được là loài thú gì.
Vào tháng 3 năm 2019, một nhóm nghiên cứu của Nhật Bản, dẫn đầu bởi Kazuo Yamagata, một chuyên gia sinh học từ Đại học Kindai khi nghiên cứu Yuka đã có báo cáo về việc họ có thể mô phỏng cấu trúc tế bào cho các nghiên cứu sinh học sâu hơn .Tuy nhiên họ không kích hoạt thành công ở mức độ tế bào.